# Friedrich Wilhelm Schäfke
Friedrich Wilhelm Heinrich Schäfke (* 21. Juli 1922 in Berlin; † 4. April 2010) war ein deutscher Mathematiker im Fachgebiet Analysis.

## Leben
Friedrich Schäfke studierte Mathematik und wurde 1947 bei Wilhelm Magnus an der Georg-August-Universität Göttingen mit der Arbeit Über die Wirkung der drei reinen Kopplungsarten zweier frei schwingender Systeme  zum Dr. rer. nat. promoviert.
An der Humboldt-Universität zu Berlin, wo er von 1947 bis 1949 als Wissenschaftlicher Mitarbeiter arbeitete, habilitierte er sich 1949 bei H. L. Schmid mit der Schrift Zur Parameterabhängigkeit beim Anfangswertproblem für gewöhnliche lineare Differentialgleichungen.
Ab 1949 lehrte er als Privatdozent an der Johannes Gutenberg-Universität Mainz und wurde 1955 zum außerplanmäßigen Professor für Reine und Angewandte Mathematik ernannt. 1957 erhielt er einen Ruf als ordentlicher Professor an die Universität des Saarlandes. 1958 wechselte er an die Universität zu Köln, wo er von 1961 bis 1963 Dekan der Mathematisch-Naturwissenschaftlichen Fakultät war. 1971 folgte er einem Ruf an die Freie Universität Berlin, verließ die FU aber wegen der „chaotischen Zustände“.
Friedrich Wilhelm Schäfke war 1972 einer der Berufenen der mathematischen Fakultät der Universität Konstanz, die 1972 ihren Campus auf dem Gießberg eröffnete.

## Schriften
- Mathieusche Funktionen und Sphäroidfunktionen mit Anwendungen auf physikalische und technische Probleme, Springer 1954, zusammen mit Josef Meixner
- Mathieu Functions and Spheroidal Functions and their Mathematical Foundations: Further Studies, Springer 1980, zusammen mit Josef Meixner und G. Wolf
- Einführung in die Theorie der speziellen Funktionen der mathematischen Physik, Springer 1963
- Differenzierbare Abbildungen, Köln 1967, zusammen mit Dietrich Krekel und Dieter Schmdit
- Quasimetrische Räume und quasinormierte Gruppen, Birlinghoven St. Augustin 1971
- Gewöhnliche Differentialgleichungen. Die Grundlagen die Theorie im Reellen und Komplexen, Springer 1973, ISBN 3-540-05865-6, zusammen mit Dieter Schmdit
- Integrale, 1992, ISBN 3-411-15431-4, zusammen mit Dieter Hoffmann